# Авраам бен Давид из Поскьера
Авраам бен Давид из Поскьера (нотар. РАБаД III, ивр. ראבד‎; ок. 1125 — 27 ноября 1198) — французский раввин-талмудист XII века
 эпохи ришоним. Резко критиковал «Мишне Тора» его современника Маймонида.
Отец Исаака Слепого, неоплатоника и известного еврейского мистического мыслителя.

## Биография
Родился в Провансе около 1125 года, учился в Люнеле, где жил некоторое время по окончании учения и приобрёл славу глубокого законоведа; затем, пробыв некоторое время в Монпелье, занял место главы раввинской школы в Ниме. Но главным центром деятельности Авраама был город Поскьер (Posquières, ныне — Вовер), где его посетил около 1165 году путешественник Вениамин Тудельский, много рассказывающий о его богатстве и благотворительности, о сооружении им и содержании на свой счёт обширного школьного здания и множества учащихся.
С целью вымогать деньги у богатого раввина, синьор Поскьера Эльзеар (Elzéar II de Posquières) заключил его в тюрьму (1172), где Авраам погиб бы, если бы в дело не вмешался друг евреев, каркассонский виконт Роже II, который изгнал Эльзеара. Выйдя из тюрьмы, Авраам снова предался просветительной деятельности в руководимой им школе, куда стекались ученики со всех сторон (среди них были прославившиеся впоследствии Исаак Koген Нарбоннский (Ytzhaq Ha-Kohen de Narbonne), Авраам Люнельский (Avraham HaYarhi), Меир Каркассонский (Meir de Carcassonne) и другие). Деятельный учитель, Авраам в то же время был и плодовитым писателем.
Авраам был склонен к мистицизму и вёл аскетическую жизнь, что, вероятно, впоследствии и дало повод считать его каббалистом. Он часто говорил о Святом Духе (רוח הקדש) или пророке Илии, открывавшем ему тайны Божества. Однако он не был врагом светской науки, и из его сочинений видно, что он занимался еврейской философией, а кое-где цитировал даже некоторые философские сочинения.

## Труды
Кроме ответов на сотни учёных запросов (респонсы отчасти сохранились в сборниках Temim Deim, Orchot Chajim и Schibbole ha-Leket), он оставил комментарий на весь вавилонский Талмуд (напечатано несколько трактатов), на «Сифра» (напечатан в 1862 году) и различные компендиумы раввинского законоведения. В ряд авторитетов первого ранга Авраама выдвинули его критические замечания на популярнейшие раввинские кодексы и компендиумы той эпохи: «Мишне Тора» Маймонида, «Галахот» Алфаси и «Маор» Зерахии Галеви.
В раввинской литературе его именуют баал хассагот («критик»). Своими указаниями он вдохнул новую жизнь в изучение Талмуда, дал обильную пищу еврейскому уму, особенно в христианских странах, где меньше занимались языком и поэзией, светскими науками и философией, чем в странах арабской культуры.

### Полемика с Маймонидом
Наибольшей известностью пользуются его необычно резкие замечания насчёт «Мишне Тора» его современника Маймонида, вызвавшие обширную полемику. Целью Маймонида было представить галаху в виде систематического свода окончательных выводов без указания источников и противоречий, что представлялось Аврааму попыткой ликвидировать изучение Талмуда, первоисточника религиозной мысли и практики евреев, и заменить его непогрешимым кодексом. Этим объясняется резкий тон его замечаний о Маймониде: «это — ошибка: ничего подобного нет»; «он спутал»; «это — детское рассуждение»; «всё, что он тут написал, вздор»; «написанное тут не имеет основания ни в Гемаре, ни в Тосефте, ни в здравом смысле, и, клянусь головой, если бы он не исполнил громадного труда по собиранию материала из Гемары, Иерушалми и Тосефты, я бы созвал против него всенародный собор из старейших и учёных, ибо он переиначил выражения и придал законам другой вид и другое содержание».
Ещё сильнее восстал Авраам против догматизации иудаизма, предпринятой Маймонидом, особенно там, где он аристотелевскую философию ставил в основание богословия. Маймонид объявил, например, бестелесность Божества догматом иудаизма (по его формулировке, «кто представляет себе Бога телесным — вероотступник»), между тем в кругах мистически настроенных друзей Авраама признавалось то наивное антропоморфическое изображение Божества, которое встречается в талмудической агаде. Возражая Маймониду, Авраам замечал: «Почему обзывает он таких людей отступниками? Люди получше и достойнее его держались подобных взглядов, которым они находили поддержку в св. Писании и в неясностях агады».
Подобное же разногласие существует между этими двумя раввинскими авторитетами XII века (сам Маймонид называет Авраама «великим раввином Поскьерским») также в вопросах о будущей жизни и вечности мира; но высшей резкости критика Авраама достигает там, где Маймонид пытается ввести свои философские воззрения под прикрытием талмудических цитат. Например, библейский запрет чародейства Маймонид, вопреки Талмуду, не вполне свободному от суеверия, распространяет и на астрологию, и на всякого рода гадания, даже на такие, как рассказываемые в Библии об Элеазаре (Быт. 24:14) и Ионафане (1Цар. 14:8—10). Авраам замечал, что автор этого мнения достоин отлучения за оскорбление библейских лиц.